# موريس ويليمز
موريس ويليمز (24 سبتمبر 1929 ببلجيكا - ) هو لاعب كرة قدم بلجيكي في مركز الهجوم. شارك مع منتخب بلجيكا لكرة القدم. أما مع النوادي، فقد لعب مع نادي غينت وK.R.C. Gent ‏.

## وصلات خارجية
- موريس ويليمز على موقع الاتحاد البلجيكي (الإنجليزية)
- موريس ويليمز على موقع قاعدة بيانات كرة القدم.إي يو (الإنجليزية)
- موريس ويليمز على موقع ناشيونال فوتبول تيمز (الإنجليزية)